# Hrvatska nogometna reprezentacija do 19 godina
Hrvatska nogometna reprezentacija za igrače do 19 godina starosti (U-19) se natječe od 1993. godine. Pod organizacijom je Hrvatskog nogometnog saveza.
Reprezentacija je do svibnja 2013. odigrala ukupno 190 službenih utakmica, ostvarivši 95 pobjeda, 46 neriješenih rezultata i 49 poraza, uz gol-razliku 331:207.

## Uspjesi
- Europsko U-19 prvenstvo Francuska 2010. – 3./4. mjesto

## Rekordi
| - - Najviše nastupa: - Teo Kardum (28) - Toni Gorupec (23) - Davor Špehar (21) - Kristijan Ipša (20) - Tomislav Šorša (20) - Miroslav Šarić (18) - Goran Juroš (18) - Franko Andrijašević (18) - Matej Jonjić (18) |  | - - Najbolji strijelci: - Nikola Kalinić (11) - Teo Kardum (8) - Armando Mance (7) - Goran Ljubojević (7) - Tomislav Kiš (6) - Antonio Mirko Čolak (6) - Franko Andrijašević (6) - Marko Dugandžić (6) - Anas Sharbini (6) |

## Vanjske poveznice
- Službene stranice HNS-a